# Shabbos goy
En shabbos goy er en ikke-jødisk person, der udfører visse typer af arbejdsopgaver (melakha), som er forbudt ifølge jødisk lov (halakha) for jøder at udføre under sabbatten.
Jødedommen forbyder jøder at udføre visse typer af arbejde på sabbatten. Inden for visse retningslinjer må en ikke-jødisk person udføre visse arbejdsopgaver, som kan hjælpe jøderne, men som ikke de ikke selv må udføre.
En shabbot goy er ikke nødvendig, når der er tale om livsvigtige opgaver (pikuach nefesh). Fx må jødiske læger gerne arbejde på sabbatten, hvis det kan redde liv.
I visse hjem og synagoger er der en ikke-jødisk person tilknyttet som shabbos goy. Denne person, som oftest er betalt, kan fx have til opgave at passe børn, holde vagt eller udføre et håndværk.